# Satisfaction
《Satisfaction》是義大利DJ班尼·班納西的一首歌曲。這首歌於2002年6月在意大利發行，是他專輯《催眠狀態》的主打單曲。歌曲的人聲部分使用了MacinTalk軟體，由一男一女兩個语音合成器輪流重複唸著"Push me and then just touch me 'til I can get my satisfaction"。這首歌是班納西的出道單曲，也是他最成功的作品，在英國排行榜上最高達到第二名，並在澳洲、比利時、法國和美國獲得金唱片認證。截至2014年8月，這首歌是21世紀法國第54個最暢銷的單曲，售出了38.2萬張。
"Satisfaction"被認為是電子浩室音樂的先驅，將這種音樂類型帶入主流市場。

## 背景和創作
班納西表示，"Satisfaction"的靈感來自他作為DJ的個人經歷，以及創作一首能夠在更深層次上與人產生共鳴的音樂的渴望。他希望捕捉到當音樂掌控舞池並將人群團結在一起時所產生的感覺。班納西解釋說，這首歌的標誌性旋律是由他的堂兄Alle Benassi帶給他的："當我堂兄在突尼西亞巡演回來後，他在錄音室裡演奏了一串音符給我聽。" Alle對DJ Mag說："當我在突尼西亞時，我在房間裡吹奏單簧管，街上正好塞車。這些音符就這樣印在我腦海裡了。"在完成了器樂部分的創作後，他們需要一段人聲，但根據班納西的說法，在義大利"找到一位歌手"並不容易，所以他"試著用了這個聲碼器"。此外，這首歌還受到了2000年代初流行的電子音樂和電子舞曲的影響。這首歌的調性為B大調，每分鐘130拍。

## 音樂錄影帶
第一個版本的音樂錄影帶中出現了《催眠狀態》專輯封面上的三名男性和一名女性。整支影片只有一個三秒鐘的鏡頭，四個人轉身面對鏡頭並微笑，以慢動作播放以配合歌曲的長度。影片中疊加了一系列由男性嘴唇和女性嘴唇的特写片段，与音乐中的人声部分同步。這個版本的音樂錄影帶在音樂頻道上很少播放，儘管在某些國家，它代替了下文所述的"建築工地"版本。
第二個版本的音樂錄影帶中出現了身穿暴露工地服裝的女性。這支影片幾乎像是各種工地用工具的廣告，但所有工具都以性暗示的方式使用。這個版本主要在夜間時段播出。影片中出現的模特兒包括英國男性雜誌模特兒Jerri Byrne、Rachel Hallett、Thekla Roth和Natasha Mealey，美國《玩伴女郎》兔女郎Suzanne Stokes，以及曾是英國三版女郎模特兒，後來成為色情明星和伴遊的Lena Franks。

### 重製
2008年，來自丹麦維堡的一群中年男子重新演繹了這個音樂錄影帶。這個重製版在丹麥有一定的知名度，並在電視上報導過。
2011年的国际妇女节，比利時工人總聯盟和社會黨的婦女協會發布了一個「阿嬤重製版」的原版音樂錄影帶。這個版本表现了着装火辣的60-70歲的婦女仍然從事同樣的工作，以提高人們對性別薪資差距的認識。

### 2018年俄羅斯抗議的惡搞版
2017年底，俄羅斯烏里揚諾夫斯克民航學院的學員在學期結束時，拍攝了一個模仿這個音樂錄影帶的惡搞版，這個版本借鑑了四年前英國士兵做的類似惡搞。學員們只穿著制服帽子、領帶、繫在肩上的皮帶、內褲（襠部有填充物）和黑色靴子，他們在宿舍裡跳电臀舞、挑逗地扭動身體、以類似音樂錄影帶的方式進行維修和清潔工作，攝影師的鏡頭在他們之間移動。這個很快就成為網絡爆紅短片，帶有濃厚的同性戀色彩和BDSM文化的暗示。
這所被認為是俄羅斯最古老、最負盛名的飛行員培訓學校的官員們大為震怒，尤其是學員們還使用了學校的財產並戴著制服帽子。學院院長謝爾蓋·克拉索夫說：「如果他們在家裡開這種玩笑，沒人會在意。」在這個影片成為全國討論的話題後不久，俄罗斯联邦航空运输署召開了一個委員會來調查這個影片，並查明製作影片的學員身分，他們被認為是學院的一年級學員。該局表示：「在航空大學校園內，戴著學院制服帽子遮住臉，穿著內褲跳那種輕浮的舞蹈，是不可接受的。」任何被發現參與其中的學員都可能面臨開除。
雖然一些著名的俄羅斯評論員在政府運營的電視頻道上表達了類似的憤怒，但更多人同情這些學員，並拍攝了自己的影片來支持他們。大多數影片來自農民、建築工人和緊急服務人員等職業學校的其他學生群體，但俄羅斯女子冬季兩項運動隊也拍了一個。一個烏克蘭游泳俱樂部拍攝了部分水下影片，一群住在圣彼得堡公寓的退休婦女也貢獻了自己的影片。俄裔美国人記者瑪莎·蓋森在《紐約客》雜誌上寫道，這些影片是對國家反LGBT政策出人意料且廣泛的抗議。 「每一個影片都既是對一群陌生年輕人的團結表現，也展現了普通人組織起來共同行動的能力——這種能力似乎已經被國家扼殺了。」

## 歷史地位
「Satisfaction」被認為在塑造電子音樂場景和鞏固班尼·班納西作為該流派領軍人物的地位方面發揮了關鍵作用。這首歌的成功為班納西和整個流派打開了大門，將電子音樂進一步推向主流，並獲得了更廣泛的聽眾的認可。 「Satisfaction」也被認為是電音之家的先驅，將這一流派帶入主流。

## 取樣和其他版本

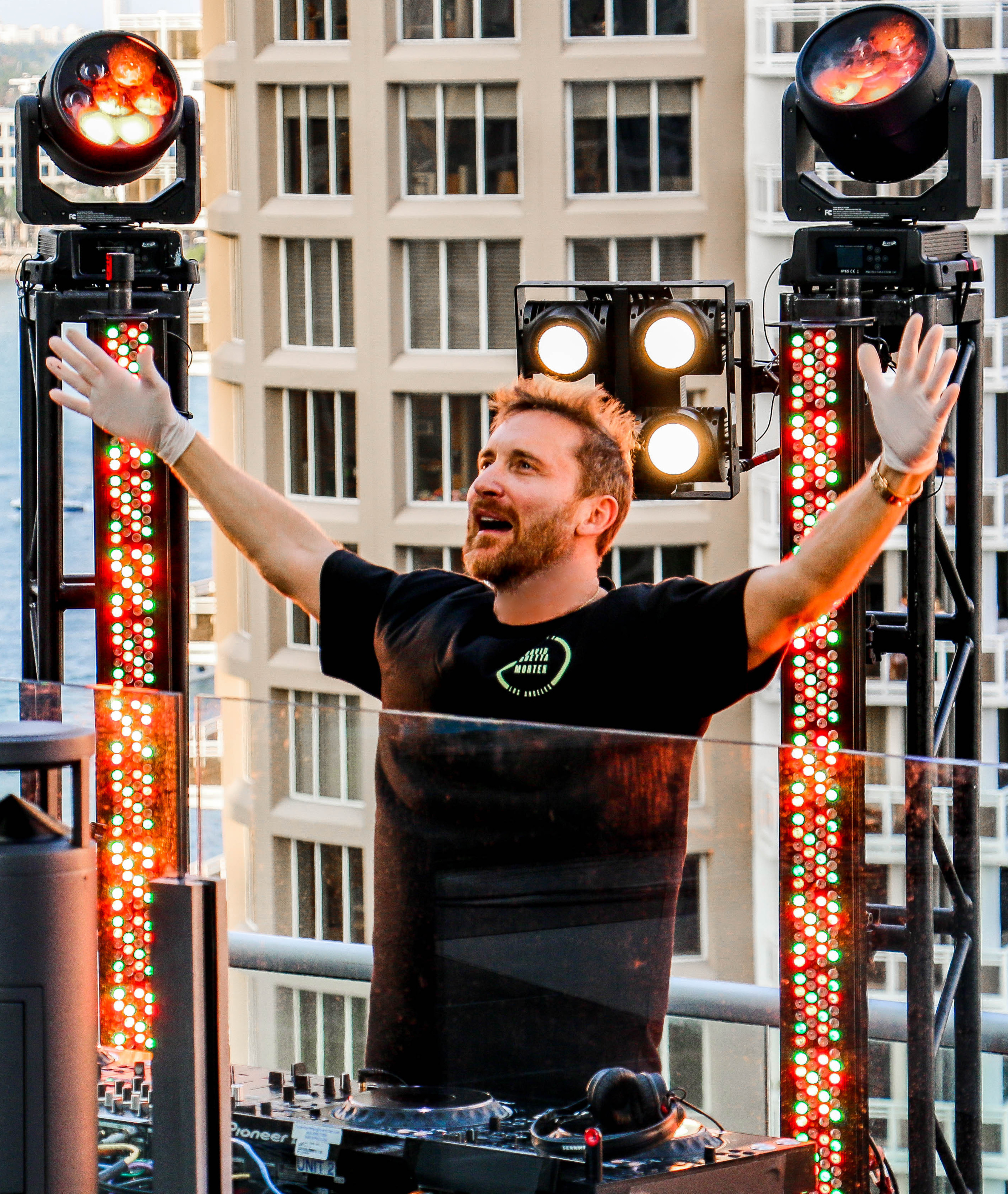
大衛·庫塔在2022年發布了這首歌曲的混音版。

美國饒舌歌手卢达克里斯在他2006年的專輯《Release Therapy》中的歌曲「Ultimate Satisfaction」中取樣了「Satisfaction」。
古巴裔美国人DJ Laz在他的歌曲「Move Shake Drop」中使用了這首歌的器樂版。
美國饒舌歌手佛罗·里达在他2009年專輯《R.O.O.T.S.》中的歌曲「Touch Me」也插入了「Satisfaction」的部分內容。
2022年8月12日，大衛·庫塔發布了他對「Satisfaction」的混音版。庫塔的混音版將原曲的聲音與未來的狂歡音樂混合在一起。庫塔保留了班納西的合成器和聲碼器，並在曲目中加入了「詭異的琶音」和「強勁的電子聲音設計」。在談到製作混音版時，庫塔說：「我最初製作這首歌的混音版其實是作為自己的一個聲音設計練習，但我非常喜歡它的聲音，於是開始在我的演出中播放它。觀眾的反應非常瘋狂，所以我不得不發布它！」班納西也談到了他的這首歌曲在2022年的混音版：「我認識David已經超過20年了。我記得我會收到來自伊维萨岛常駐DJ的留言，他們在20年前聽到David在Pacha播放『Satisfaction』！所以他絕對是最早支持原版歌曲的人之一，當他給我播放他對這個新版本的初步想法時，我完全喜歡上了它。他讓這首歌再次變得流行，非常有伊比薩風格，有一個非常棒的前奏，非常適合今天的DJ演出。我第一次在米科诺斯岛演奏它時，人們都瘋了。每個人都在問我那是什麼。我對這次的合作真的很興奮！」

## 曲目
義大利 CD單曲
1. "Satisfaction (Isak original edit) – 4:44
2. "Satisfaction (Greece dub) – 6:38
3. "Satisfaction (B-Deep remix) – 6:27
4. "Satisfaction (Voltaxx extended remix) – 5:39
5. "Satisfaction (DJ I.C.O.N. remix) – 5:29
6. "Satisfaction (Poxymusic No School remix) – 7:11
7. "Satisfaction (Robbie Rivera remix) – 7:51

德國 CD單曲
1. "Satisfaction (Isak original) – 6:36
2. "Satisfaction (Greece dub) – 6:38

英國 CD單曲
1. "Satisfaction (radio edit)
2. "Satisfaction (Isak original)
3. "Satisfaction (Steve Murano remix)
4. "Satisfaction (video)

英國 12英寸單曲
A. "Satisfaction (Isak original)
B. "Satisfaction (Steve Murano remix)
英國 卡式錄音帶單曲
1. "Satisfaction (radio edit)
2. "Satisfaction (Isak original)
3. "Satisfaction (Robbie Rivera remix)

美國 CD單曲
1. "Satisfaction (radio edit)
2. "Satisfaction (Isak original)
3. "Satisfaction (Greece dub)
4. "Satisfaction (Steve Murano remix)
5. "Satisfaction (Robbie Rivera remix)
6. "Satisfaction (video)

澳洲 CD單曲
1. "Satisfaction (radio edit)
2. "Satisfaction (Isak original)
3. "Satisfaction (Poxymusic No School remix)
4. "Satisfaction (Odd School mix)
5. "Satisfaction (Steve Murano remix)
6. "Satisfaction (Radio Slave remix)

## 榜單

### 周榜單
| 榜單(2003年)                             | 最高位置 |
| ---------------------------------------- | -------- |
| 澳大利亚（澳大利亚唱片业协会單曲榜）     | 10       |
| 澳洲俱樂部排行榜 (澳大利亚唱片业协会榜)  | 1        |
| 澳大利亚（澳大利亚唱片业协会舞曲榜）     | 1        |
| 比利时佛兰德（Ultratop五十强单曲榜）     | 14       |
| 比利时瓦隆（Ultratop五十强单曲榜）       | 4        |
| 丹麥（Hitlisten单曲榜）                  | 17       |
| 欧洲 (Eurochart Hot 100)                 | 5        |
| 法国（法國唱片出版業公會單曲榜）         | 4        |
| 德国（德國官方單曲榜）                   | 38       |
| 德国（德國官方單曲榜）                   | 38       |
| 希腊 (國際唱片業協會)                    | 8        |
| 匈牙利（四十強舞曲榜）                   | 2        |
| 愛爾蘭（愛爾蘭唱片音樂協會单曲榜）       | 11       |
| 荷兰（荷蘭四十強單曲榜）                 | 16       |
| 荷兰（百强单曲榜）                       | 10       |
| 羅馬尼亞 (羅馬尼亞百強單曲榜)            | 29       |
| 蘇格蘭（官方榜单公司單曲榜）             | 2        |
| 西班牙（西班牙音樂製作協會）             | 18       |
| 瑞士（瑞士热门音乐榜）                   | 44       |
| 英國（官方榜单公司單曲榜）               | 2        |
| 英國（官方榜单公司舞曲榜）               | 1        |
| 英國（官方榜单公司獨立榜）               | 18       |
| 美國（《告示牌》Dance/Mix Show Airplay） | 11       |

### 年末榜單
| 榜單(2003年)                           | 最高位置 |
| -------------------------------------- | -------- |
| 澳大利亞（澳大利亞唱片業協會單曲榜）   | 81       |
| 澳洲俱樂部排行榜(澳大利亞唱片業協會榜) | 6        |
| 澳大利亞（澳大利亞唱片業協會舞曲榜）   | 7        |
| 比利時佛蘭德（Ultratop五十強單曲榜）   | 43       |
| 比利時瓦隆（Ultratop五十強單曲榜）     | 20       |
| 法國（法國唱片出版業公會單曲榜）       | 14       |
| 爱尔兰 (愛爾蘭唱片音樂協會)            | 79       |
| 荷蘭（荷蘭四十強單曲榜）               | 83       |
| 荷蘭（百強單曲榜）                     | 55       |
| 英國（官方榜單公司單曲榜）             | 69       |

## 認證
| 地區                                                       | 认证 | 认证单位/销量 |
| ---------------------------------------------------------- | ---- | ------------- |
| 澳大利亚（澳大利亚唱片业协会）                             | 金   | 35,000^       |
| 比利时（比利時唱片音樂協會）                               | 金   | 25,000*       |
| 法国（法國唱片出版業公會）                                 | 金   | 250,000*      |
| 意大利（意大利音乐产业联盟）                               | 金   | 50,000‡       |
| 英国（英国唱片业协会）                                     | 银   | 200,000^      |
| 美国（美國唱片業協會）                                     | 金   | 500,000^      |
| *僅含認證的實際銷量 ^僅含認證的出貨量 ‡僅含認證的+實際銷量 |      |               |

## 發行歷史
| 地區     | 發行日期      | 格式                     | 唱片公司 | Ref.   |
| -------- | ------------- | ------------------------ | -------- | ------ |
| 意大利   | 2002年6月12日 | 12英寸單曲               | D:vision | [ 63 ] |
| 英国     | 2003年7月14日 | 12英寸單曲 CD 卡式錄音帶 | Data     | [ 64 ] |
| 澳大利亚 | 2003年7月21日 | CD                       | Hussle   | [ 65 ] |